# Авиация ВМС Украины
Авиация военно-морских сил Украины (авиация ВМС, морская авиация) — род сил военно-морских сил Украины.
В 1992 году, в момент образования, состояла из ракетоносной, штурмовой, истребительной, противолодочной, поисково-спасательной, транспортной и специальной авиации.
В 2012 году в составе военно-морских сил Украины осталась только одна морская авиационная бригада с размещением на авиабазе Новофёдоровка возле города Саки. Бригада состояла из двух эскадрилий: морской авиационной и морской вертолётной. В авиации ВМС Украины больше нет боевых реактивных самолётов. Последние штурмовики Су-25 при реформировании были переданы в воздушные силы. На воздушные силы Украины также была возложена задача по противовоздушной обороне Севастопольской бухты и базы ВМС Украины.
В марте 2014 года техника была переведена на запасной аэродром ВВС Украины, а авиабаза в Новофёдоровке перешла под руководство Вооружённых сил РФ и впоследствии передана в состав Черноморского флота ВМФ России.

## Организация
| Обозначение формирования       | Вооружение и оснащение                           | Место дислокации           |
| ------------------------------ | ------------------------------------------------ | -------------------------- |
| Морская авиационная эскадрилья | 1 Ан-2Т, 2 Ан-26, 2 Бе-12                        | А1688 (А1100), г. Николаев |
| Морская вертолётная эскадрилья | 1 Ка-226, 3 Ка-27, 3 Ка-29, 3 Ми-14ПЛ, 1 Ми-14ПС | А1688 (А1100), г. Николаев |

## Боевой состав
| Изображение           | Тип                    | Модель   | Производство | Назначение                            | Количество | Примечания |
| Самолёты              | Самолёты               | Самолёты | Самолёты     | Самолёты                              | Самолёты   | Самолёты |
| --------------------- | ---------------------- | -------- | ------------ | ------------------------------------- | ---------- | --- |
|                       | Ан-26                  | базовая  | СССР         | транспортный                          | 2          | на хранении |
|                       | Ан-2                   | Т        | СССР         | транспортный                          | 3          | |
|                       | Бе-12                  | базовая  | СССР         | противолодочный                       | 2          | на хранении |
| Вертолёты             |                        |          |              |                                       |            | |
|                       | Ка-226                 | базовая  | Россия       | транспортный                          | 1          | |
|                       | Ка-27                  | базовая  | СССР         | транспортный                          | более 4    | 5 на хранении |
|                       | Ка-29                  | базовая  | СССР         | транспортно-боевой                    | 1          | |
|                       | Sikorsky S-61 Sea King | WS-61    | США          | поисково-спасательный противолодочный | 9          | Переданы в рамках военной помощи от Великобритании |
|                       | Ми-14                  | ПС ПЛ    | СССР         | поисково-спасательный противолодочный | 3          | |
|                       | Ми-2                   | МСБ-В    | Украина      | поисково-спасательный противолодочный | 1          | |
|                       | Ми-8                   | МСБ-В    | Украина      | многоцелевой                          | 4          | |
| БПЛА                  |                        |          |              |                                       |            | |
|                       | Bayraktar TB2          | базовая  | Турция       | ударный оперативно-тактический        | 4          | По 4 аппарата в составе комплекса. |
|                       | RQ-11 Raven            | B        | США          | малый разведывательный                | менее 72   | По 3 аппарата в составе комплекса. Получены в 2016 году в составе 24 комплексов в качестве помощи от США. Часть на вооружении Морской пехоты Украины. |
|                       | DJI Phantom            | 4 Pro+   | Китай        | учебный                               | не менее 1 | 1 закуплен для 198-го Учебного центра ВМС Украины. |
| Перспективная техника |                        |          |              |                                       |            | |
|                       | Ан-148                 | МП       | Украина      | патрульный самолёт                    |            | Ожидается принятие на вооружение |
|                       | Ан-74                  | МП       | Украина      | патрульный самолёт                    |            | Запланирована покупка 4 экземпляров в интересах ВМС.                                                                                                  |

## Опознавательные знаки

Опознавательный знак
Один из вариантов флага ВМС Украины. Наносится на фюзеляж.
Один из вариантов знака на киль самолётов авиации ВМС Украины
Один из вариантов знака на киль самолётов авиации ВМС Украины

## Знаки различия

### Знаки на головные уборы

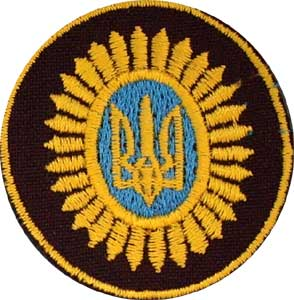
Знак ВМС на берет

## Внешние ссылки
- «Чайки» в ВМС Украины
- Украинский авиационный портал GateX